# Interactionnisme sociodiscursif
L’interactionnisme sociodiscursif (connu aussi par son acronyme ISD) est un courant théorique de la psychologie du langage qui vise à comprendre le rôle fondateur du langage dans le développement humain. Proposé par des chercheurs de l'Université de Genève dans les années 1980, ce cadre s’oppose à la fragmentation des sciences humaines, en articulant des apports philosophiques, sociologiques, psychologiques et linguistiques dans une science intégrée de l’humain, dans une perspective interactionniste.
Ses fondements théoriques et son programme de recherche sont présentés dans plusieurs ouvrages de Jean-Paul Bronckart et ses collaborateurs. Le professeur considère l'ISD également comme un mouvement rassemblant des chercheurs de plusieurs pays, ayant en commun cette position théorique interactionniste et logocentrique.
L’ISD a mené des travaux empiriques dans les années 1980 qui ont abouti à des constructions théoriques. Dans le domaine des sciences du langage, le “modèle de l’architecture textuelle” a établi des bases pour comprendre et analyser le texte en tant que correspondant empirique des activités langagières humaines, appartenant à des familles de genres textuels, ce qui engendre dans l’enseignement un regard plus vaste que celui du mot ou de la phrase. Dans le domaine de la didactique, l’élaboration des “séquences didactiques” pour l'enseignement des langues à partir de la perspective des genres textuels a permis l’expérimentation d’un dispositif propice à accompagner le développement des capacités langagières des apprenants.

## Origine
L'origine de l'ISD remonte à la publication de l'ouvrage "Activité langagière, textes et discours. Pour un interactionnisme socio-discursif", ouvrage qui reformule des propos présents initialement dans la publication de 1985 "Le fonctionnement des discours: Un modèle psychologique et une méthode d'analyse".

## Fondements théoriques
L'ISD se base dans le paradigme épistémologique de l'interactionnisme social. La conception de développement humain proposée par ce courant s'oppose à la position cognitiviste (pour laquelle les propriétés humaines résident dans le substrat neurobiologique), ainsi qu'à la position behavioriste (pour laquelle le développement humain se résume à l'accumulation de comportements stimulés par le milieu). L'interactionnisme social considère que le processus d'hominisation se crée dans l'interaction entre l'humain et son milieu, tout en considérant que les instruments, le langage et le travail y jouent un rôle crucial. Cette position s'appuie sur les contributions théoriques et philosophiques de Dewey, Mead, Wallon, Habermas, Vygotski, Spinoza, Marx et Engels, qui considèrent la pensée humaine comme le résultat du processus historique de socialisation.
En ce qui concerne les fondements en sciences du langage, l'ISD prend appui sur les apports de Coseriu, Halliday, Sapir, Rastier, Adam, Culioli et des récentes découvertes dans les manuscrits de Saussure. En termes méthodologiques, l'ISD s'inspire de la méthodologie de Voloschinov (logique descendante et rapport entre texte) et de Bloomfield (corpus d'énoncés attestés et manipulations).

## Programme de recherche
Le programme de recherche de l'ISD envisage trois axes,. Le premier cherche à étudier, comprendre et décrire les préconstruits de l'histoire sociale humaine, comme les différentes formes d'activités collectives, les différents genres de texte, les langues naturelles et les représentations collectives.
Le deuxième axe s'intéresse aux dispositifs et aux processus de médiation formative par lesquels les générations plus âgées présentent les préconstruits culturels (activités, langage, artefacts) aux générations plus jeunes, pour transmettre les acquis, ainsi que pour permettre leur transformation. Ces médiations comprennent l'éducation informelle et formelle à tous les niveaux.
Finalement, le troisième axe se centre sur les effets de ces processus formateurs sur la constitution et le développement des personnes. Les investigations menées sous cet axe visent à mettre en évidence les processus qui permettent l'intégration des préconstruits, tout en opérant des transformations radicales des capacités individuelles.

## Propositions

### Modèle de l'architecture textuelle
Le modèle d'analyse de textes de l'ISD est fondé sur l'analyse quantitative des unités linguistiques d'un vaste corpus de textes écrits en français contemporain. Il comprend l'analyse du contexte de production du texte (non verbal) et l'analyse de l'architecture des textes en trois niveaux.

#### Contexte de production
Le contexte peut exercer une influence sur le texte, qui n'est pas déterminante ou mécanique. L'analyse du contexte physique prend en compte le lieu, le moment, le producteur et le(s) destinataire(s) du texte. Celle du contexte socio-subjectif considère les règles sociales et observe le lieu social, les positions sociales du producteur et du destinataire, ainsi que les objectifs et effets souhaités lors de l'interaction.

#### 1er niveau - L'infrastructure générale du texte
Ce niveau comprend tout d'abord la planification des contenus thématiques, qui structurent un texte. Dans une lettre, par exemple, on y trouve le destinataire, la date, l'objet, la salutation, le texte, la prise de congé et la signature.
Ensuite, les types discursifs, définis à partir du croisement de l'axe de l'implication du producteur (impliqué ou autonome) et de l'axe de conjonction ou disjonction des mondes discursifs (exposer et raconter), résultant en quatre “types discursifs”: narration (raconter autonome), récit interactif (raconter impliqué), discours théorique (exposer autonome) et discours interactif (exposer impliqué).

#### 2e niveau - Les opérations de cohérence thématique ou mécanismes de textualisation
Ce niveau assure la cohérence thématique d'un texte à travers les mécanismes de connexion, tels que les organisateurs textuels, les articulateurs logiques et temporels (quand, ainsi, donc, d'abord); ainsi qu'à travers les mécanismes de cohésion nominale (ex.: Pierre, ce garçon, le petit, il, lui, l'enfant), aussi connus comme reprises anaphoriques ou séries cohésives nominales.

#### 3e niveau - Les opérations de cohérence interactive ou mécanismes de prise en charge énonciative
Ce niveau mobilise le positionnement énonciatif du producteur du texte, qui prend en charge le dictum ou l'attribue à d'autres voix (ex.: selon X, Y disent que, on m'a dit), ayant recours à la polyphonie. De même, il mobilise les évaluations (jugements, opinions et sentiments) de l'agent-producteur à travers les modalisations du dictum, classifiées en quatre sous-ensembles: modalisations logiques; déontiques; appréciatives; et pragmatiques.
Ce modèle reste ouvert, à des contributions et des révisions à partir des apports de recherches empiriques également rigoureuses et systématiques.

## Expansions
Le courant théorique de l'ISD a été introduit au Brésil par la traduction en portugais d’Activité langagière, textes et discours. Pour un interactionnisme socio-discursif, publiée en 1999, étant ensuite largement diffusé en Amérique Latine, au Portugal, en Espagne et en Argentine. À ce propos, dans un entretien pour l’Association de Linguistique Appliquée du Brésil (ALAB) en 2019, Bronckart affirme:
“Alors j'insiste et je le répéterai souvent que la constitution même du réseau de l'Interactionnisme Socio-discursif s'est faite en quelque sorte au Brésil, après la publication de la traduction du livre que tu viens d'évoquer au Brésil. Ce sont dans les rencontres qui se sont déroulées au Brésil qui a été en quelque sorte inauguré le réseau de l'Interactionnisme Socio-discursif, en 2006, à São Paulo.”
 Il a été ainsi développé par plusieurs groupes dans des études en Sciences du Langage, Sciences de l’Education, entre autres.
| Pays      | Groupes de recherche / Institutions |
| Suisse    | Unité de Didactique des Langues, Groupe de Recherche GRAFE et les équipes GRAFE'MAIRE, GRAFE-FORENDIF, ancien groupe LAF                                                               |
| Brésil    | Groupe de Recherche ALTER/CNPq et sous-groupes locaux (ALTER-AGE/CNPq, ALTER-FIP/CNPq, GEPLA/CNPq, Linguagem e Educação/CNPq, parmi d'autres)                                          |
| Portugal  | Groupe de recherche Gramática & Texto du Centro de Linguística da Universidade Nova de Lisboa (CLUNL).                                                                                 |
| Argentine | Universidad Nacional de Río Negro - Bariloche (études sous la direction de Dora Riestra ) et Universidad Nacional de Rosario - Rosario (études sous la direction de Florencia Miranda) |
| Espagne   | ELEBILAB – Elebitasunaren Laborategia; Euskal Herriko Unibertsitatea – Laboratorio de Bilingüismo ; Universidad del País Vasco (UPV/EHU)                                               |

## Rencontres scientifiques
Depuis 2006, l’ISD compte avec des rencontres, comme illustré ci-dessous.
| Rencontre                                                             | Détails                              | Dates                           | Lieu de réalisation                                                                 | Ville                    | Pays        |
| Ière Rencontre Internationale de l'Interactionnisme Socio-discursif,  | Programme et Résumés non disponibles | Du 05 au 09 juin 2006           | Pontifícia Universidade Católica (PUC-SP)                                           | São Paulo                | Brésil      |
| IIème Rencontre Internationale de l'Interactionnisme Socio-discursif  | Programme et Résumés                 | Du 10 au 13 octobre 2007        | Faculdade de Ciências Sociais e Humanas (FCSH) da Universidade Nova de Lisboa (UNL) | Lisboa                   | Portugal    |
| IIIème Rencontre Internationale de l'Interactionnisme Socio-discursif | Programme et Résumés                 | Du 18 au 19 novembre 2008       | Pontifícia Universidade Católica (PUC-MG)                                           | Belo Horizonte           | Brésil      |
| IVème Rencontre Internationale de l'Interactionnisme Socio-discursif  | Programme et Résumés                 | Du 17 au 19 juillet 2013        | Université de Genève                                                                | Genève                   | Suisse      |
| Vème Rencontre Internationale de l'Interactionnisme Socio-discursif   | Programme et Résumés                 | Du 30 août au 01 septembre 2017 | Universidad Nacional de Rosario                                                     | Rosario                  | Argentine   |
| VIème Rencontre Internationale de l'Interactionnisme Socio-discursif  | Programme et Résumés                 | Du 03 au 05 juillet 2019        | Universidade do Vale do Rio dos Sinos (UNISINOS)                                    | Porto Alegre             | Brésil      |
| VIIème Rencontre Internationale de l'Interactionnisme Socio-discursif | Programme et Résumés                 | Du 05 au 07 juillet 2021        | Universidad del País Vasco / Euskal Herriko Unibertsitatea (UPV/EHU)                | Donostia – San Sebastián | Pays Basque |

Élaboré par l'auteure de cet article wikipédia à partir de sources consultées.